# Erik Majtényi
Erik Majtényi (numele la naștere:Erik Mann; n. 19 septembrie 1922, Timișoara, România – d. 22 ianuarie 1982, București, România) a fost un poet, prozator, ziarist și traducător maghiar din România, evreu originar din Banat.

## Biografie
Majtenyi s-a născut la Timișoara în 1922 în familia ziaristului, scriitorului și traducătorului evreu Endre Mann. A crescut în strada Úri din cartierul Fabric. La origine numele familiei Mann era Mendel.
După studii neterminate la gimnaziul Diaconovici Loga, Erik Mann a lucrat între altele, la tipografia Uhrmann, la un atelier fotografic, și apoi ca muncitor la fabrica „Industria Lânei” și la fabrica TEBA.
Primele poezii i le-a publicat la Brașov István Korda în gazeta „Brassói Lapok”. În august 1941, în vremea regimului Antonescu, Mann a fost, însă, arestat la Brașov sub  acuzația de dezertare de la armată și de încercare ilegală de a traversa granița. A fost deținut apoi la București în casa de arest a Siguranței, apoi în Lagărul de la Târgu Jiu și ulterior, în Penitenciarul Jilava
Ca deținut a lucrat la filatura de cânepă a lui Suleiman Zülfi și apoi într-o atelier de produs frânghii.
După schimbarea regimului în toamnă 1944, fiind considerat din eroare german, el a fost deportat la munci forțate în Uniunea Sovietică, în bazinul minier al Donețului. Ion Ianoși povestește că, în gara Iași, din rândul deportaților germani, Erik Mann a strigat către Mihai Novicov, cu care fusese în legătură în timpul ilegalității:„Spune-le că sunt comunist și scoate-mă de aici! ” la care Novicov a replicat:„Și acolo, în detașamentele de muncă, e nevoie de comuniști!” În urma unor intervenții din partea autorităților comuniste din România, a fost ulterior eliberat și repatriat.
A lucrat în anii 1946-1948 ca ziarist la organul comunist local din Timișoara, „Luptătorul bănățean” (devenit ulterior „Drapelul Roșu”), apoi sub numele Eric Manu la gazete din București - redactor la ziarul în limbă maghiară „Ifjúmunkás (Tânărul muncitor)”, unde în 1949 și-a schimbat numele în Erik Majtényi, apoi la Editura Tineretului (1952-1953), a colaborat apoi între anii 1953-1954 la  „Előre” (Înainte), organul din București al Partidului Comunist Român în limba maghiară. Între anii 1955-1956 a fost secretar al Uniunii Scriitorilor, apoi în 1957 a fost membru în comitetul de redacție al ziarului „Igaz Szó” (Cuvânt adevărat) din Târgu Mureș, iar în 1958-1959 a scris în revista culturală „Művelődés” (Cultura), în 1963 a colaborat la „Utunk ”(Drumul nostru) și între 1964-1982 a fost membru al redacției cotidianului „Előre”. Majtényi a făcut parte și din comitetul de redacție al revistei literare „Bánsági Írás” (Scrisul bănățean).
După unele informații, din arhivele Securității sau alte surse, ca gazetar și om de litere, Majtényi s-a aflat în atenția organelor de securitate  și ar fi scris începând din anii 1950 unele rapoarte la cererea lor.

## Activitatea literară
Majtényi și-a făcut debutul literar încă în 1940 în gazeta „Brassói Lapok”.  După război s-a făcut cunoscut printr-o poezie angajată idealurilor comuniste - între altele prin versurile publicate în antologia Ötven vers (Cincizeci de versuri) din anul 1950. Din cauza alinierii poeziei sale la spiritul realismului socialist și al proletcultismului, ea a fost în mare măsură dată uitării. În urma revoluției din anul 1956 din Ungaria, Majtényi s-a îndepărtat de idealurile comuniste la care s-a atașat în anii 1940-1950 și a abandonat lirismul angajat si entuziast în favoarea unei poezii meditative. Cotitura este marcată de volumul Búcsú az ódáktol (Adio odelor), publicat la Târgu Mureș în anul 1957. Dintre volumele de poezii publicate ulterior au fost apreciate Szobrot álmodtam (Am visat o sculptură, 1962), Pirkadástól virradatig (Din amurg până în zori) și volumul de versuri pentru copii Fehér madár (Pasărea albă).
Hugó Ágoston a afirmat că scrierile de science fiction ale lui Majtényi au „miez, originalitate, un stil șocant și o arhitectonică frapantă, în stare să satisfacă și exigențele literare cele mai selecte.”
Romanul autobiografic al lui Majtényi „Hajóharang a Hold utcában”,(1976) – „Clopot de bord în strada Lunii”
s-a bucurat de aprecieri elogioase. Majtényi s-a distins și prin activitatea sa de traducător din literatura română și străină.

## Viața privată
A locuit la București într-o vilă în apropierea Șoselei Kiseleff, care, alături de restaurantul vecin, a fost vreme de mulți ani un loc de întrunire al boemei maghiare din București, unde puteau fi văzuți literați ca András Sütő, Géza Páskándi, Andor Bajor, János Szász, Lajos Földes și alții. Majtényi a fost cunoscut pentru ajutorul pe care l-a dat adesea scriitorilor maghiari aflați în nevoie sau la începutul carierei. 
S-a bucurat de o căsătorie reușită cu Oly Lőrincz, și ea locuitoare a cartierului unde a copilărit. Cuplului i s-au născut patru fete, din care una a murit de copil.
Majtényi a murit de cancer la București în anul 1982, la vârsta de 60 ani. Conform dorinței sale, a fost incinerat și cenușa sa fost înmormântată la cimitirul din cartierul Elisabetin din Timișoara. Portretul de pe mormântul său, sculptat în relief de bronz de către sculptorul Csaba  Ungor, a dispărut, fiind furat de hoți de metale.
Una din fiicele lui Majtényi, Ágnes Majtényi a fost un timp șefa secției maghiare a Radiodifuziunii române în timpul regimului post-comunist.

## Premii și onoruri
- 1953 - Premiul de stat al R.P.Romîne pentru volumul de poezii  „Őrségen” (În gardă)
- 1975 - Premiul pentru traduceri al Uniunii Scriitorilor din România.

### Distincții
- Medalia Muncii (14 iunie 1957) „cu prilejul sărbătoririi zilei de 1 iunie «Ziua internațională a copilului», pentru merite deosebite în muncă”[10]
- Ordinul Muncii clasa a III-a (10 iulie 1965) „pentru merite deosebite în realizarea sarcinilor prevăzute în Directivele celui de al III-lea Congres al Partidului Muncitoresc Român”[11]

## Creații

### Versuri (volume)
- 1950 - în antologia de poezie Ötven vers (1950) (Cincizeci de poezii - alături de Artur Bardos, Zoltán Hajdu, Zoltán Marki, János Szász si altii)
- 1953 - Őrségen (1953);  (De strajă)
- 1953 -  Köszöntünk ifjúság! A Román Népköztársaság magyar költőinek versei a Világifjúsági Találkozó köszöntésére; (Bine ați venit, tineri! - Versuri de bun venit ale poeților maghiari din Republica Populară Romînă  la Festivalul mondial al tineretului de la București), red. Majtényi Erik; Editura Tineretului - Ifjusági Kiadó
- 1955 - Versek
- 1955 - Útközben,(În drum), 1955.
- 1957 - Búcsú az ódáktól (1957) Târgu Mureș; (Adio odelor)
- 1958 - Az utolsó Zsolnoky avagy egy tündöklő utód dicsőségének és bukásának keserves históriája (poezie satirică narativă) ;
- 1959 - Biztató   (Încurajator)
- 1960 - Csillagaink most sokasodnak
- 1962 - Pirkadástól virradatig (Din ajun până în zori)
- 1962 - Útravaló (versuri alese);
- 1965 - Szobrot álmodtam (Am visat o statuie)
- 1969 - Legszebb versei (coord. Páskándi Géza); Ed.Tineretului
- 1972 - Egy vers egyedül;
- 1981 - Most át kell írnom ezt a menetrendet  (Acum trebuie să rescriu acest orar)
- 1983 - Emberek, lakások lakói (selecție de traduceri)

### Versuri pentru copii (volume)
- 1951 - Ismerjétek meg az esztendőt! (Cunoașteți anul!)
- 1954 - A kis tengerészek (Micii marinari)
- 1954 - Tábortűz (Foc de tabără)
- 1954 - Olvassunk együtt  (Să citim împreună)
- 1955 - Utaznak a nyuszikák  (Iepurașii călători)
- 1957 - Pitypalatty (Prepelița)
- 1959 - Csigavár  (în traducere română - Melcul)
- 1962 - Betűvár  (Cetatea literelor)
- 1963 - Kép, kép, csupa kép (Poză, poză, numai poză)
- 1966 - Kiborult egy kosár virág (A căzut o floare din coș)
- 1967 - Fehér madár (Pasăre alba)
- 1971 - Rajzos, vidám állattan  (Zoologie veselă, ilustrată)
- 1973 - Csicseri borsó   (în traducere română  - Mazăre măzăriche)
- 1975 - Nagy kenyér, kis egér   (Pâine mare, șoricel mic)
- 1981 - Postás Pali levelei (Scrisorile poștașului Pali)

### Proză
- 1967 - Örökösök (Moștenitori - roman scurt);  Irodalmi Könyvkiadó, București
- 1968 - Betonkelepce (Capcana de beton)
- 1971 - Hét nap a kutyák szigetén (Șapte zile pe insula câinilor - note de călătorie)
- 1976 - Hajóharang a Hold utcában (roman - Clopot de bord în strada Lunii; a doua ediție 1977; reeditat - 1988)
- 1977 - X2R, a csibész és egyéb történetek” (X2R, ștrengarul, și alte povestiri) - science fiction
- 1981 - Visszajátszás (publicistică), Editura Kriterion, București
- Tejfehér éjszakák (Nopți albe ca laptele - note de călătorie);

### Proză pentru copii
- 1965 - A furfangos fejesvonalzó
- 1968 - Bonifác, a pilóta Editura Tineretului
- 1977 - X2R, a csibész és egyéb történetek , inclusiv:
  - A selyemgubó (Gogoașa de mătase) și „Consiliul Albaștrilor” ((A Kékek Tanácsa)
- 1989 - A bátrak szigete (Insula vitejilor) - postum

### Traduceri
Maytényi a tradus din limba română în limba maghiară din poeziile lui Alexandru Vlahuță, Mihai Eminescu, Maria Banuș ,Radu Boureanu, Emil Isac, Eugen Jebeleanu, Virgil Teodorescu, Marcel Breslașu, Magda Isanos, Mihu Dragomir, Nicolae Țic, de asemenea, din scrierile lui Hașdeu, și Theodor Constantin. A mai tradus în maghiară literatură pentru copii din limbile germană (de pildă din Wilhelm Busch) franceză (fabule de La Fontaine), română (George Coșbuc, Gellu Naum) și rusă (din Vladimir Maiakovski), romanul Trei camarazi (Három bajtárs) al lui Erich Maria Remarque

### Altele
- cu Lászlo Lörinczi  și János Szász- Antologia literaturii  maghiare vol. I-III

## Traduceri din scrierile lui Majtényi în limba română
- Capcana de beton, Editura Facla, Timișoara 1976
- Versuri alese, ,  trad. Nicolae Teică, H.Grămescu  ESPLA, București 1955
- Mazăre măzăriche (trad.Ion Horea) - ilustrații de Nicu Russu -Editura Ion Creangă, București 1973
- Micii marinari - Editura Tineretului, 1954
- Melcul - traducere de Mioara Cremene, ilustrații de Julia A.Tollas , 1959
- Iepurașii călători - traducere de Ion Hobana, ilustrații Dem.Demetrescu Editura Tineretului, 1955

## Erik Majtényi in media artistică
- Poezii de Majtényi au fost puse pe note de compozitorul József Hencz [12]